# Kościół św. Małgorzaty w Zadzimiu
Kościół świętej Małgorzaty – rzymskokatolicki kościół parafialny należący do parafii pod tym samym wezwaniem (dekanat szadkowski diecezji włocławskiej).
Jest to świątynia murowana wzniesiona w 1642 roku przez Aleksandra z Otoka Zaleskiego, podsędka sieradzkiego, później referendarza koronnego. Portret fundatora, naturalnej wielkości, jest umieszczony w kościele po lewej stronie.
Budowla jest orientowana, jednonawowa, została wybudowana na planie prostokąta z prezbiterium. Wieża świątyni jest nakryta dachem hełmowym. Wnętrze jest nakryte sklepieniem z lunetami z późnorenesansową dekoracją typu lubelsko-kaliskiego. Do wyposażenia budowli należą ołtarz główny oraz dwa boczne w stylu barokowym i dwa w stylu klasycystycznym. W ołtarzu głównym znajduje się rzeźbiarska grupa Ukrzyżowania, wizerunki Jezusa, Matki Bożej i św. Jana polichromowane, w nimbach jest umieszczona rzeźba aniołów, nad nimi znajduje się św. Michał Archanioł z tarczą, na której widnieje zawołanie „Quis ut Deus” (Któż jak Bóg).